# Orimarga parvipuncta
Orimarga parvipuncta är en tvåvingeart som beskrevs av Alexander 1938. Orimarga parvipuncta ingår i släktet Orimarga och familjen småharkrankar.
Artens utbredningsområde är Ecuador. Inga underarter finns listade i Catalogue of Life.